# دادا واسوانی

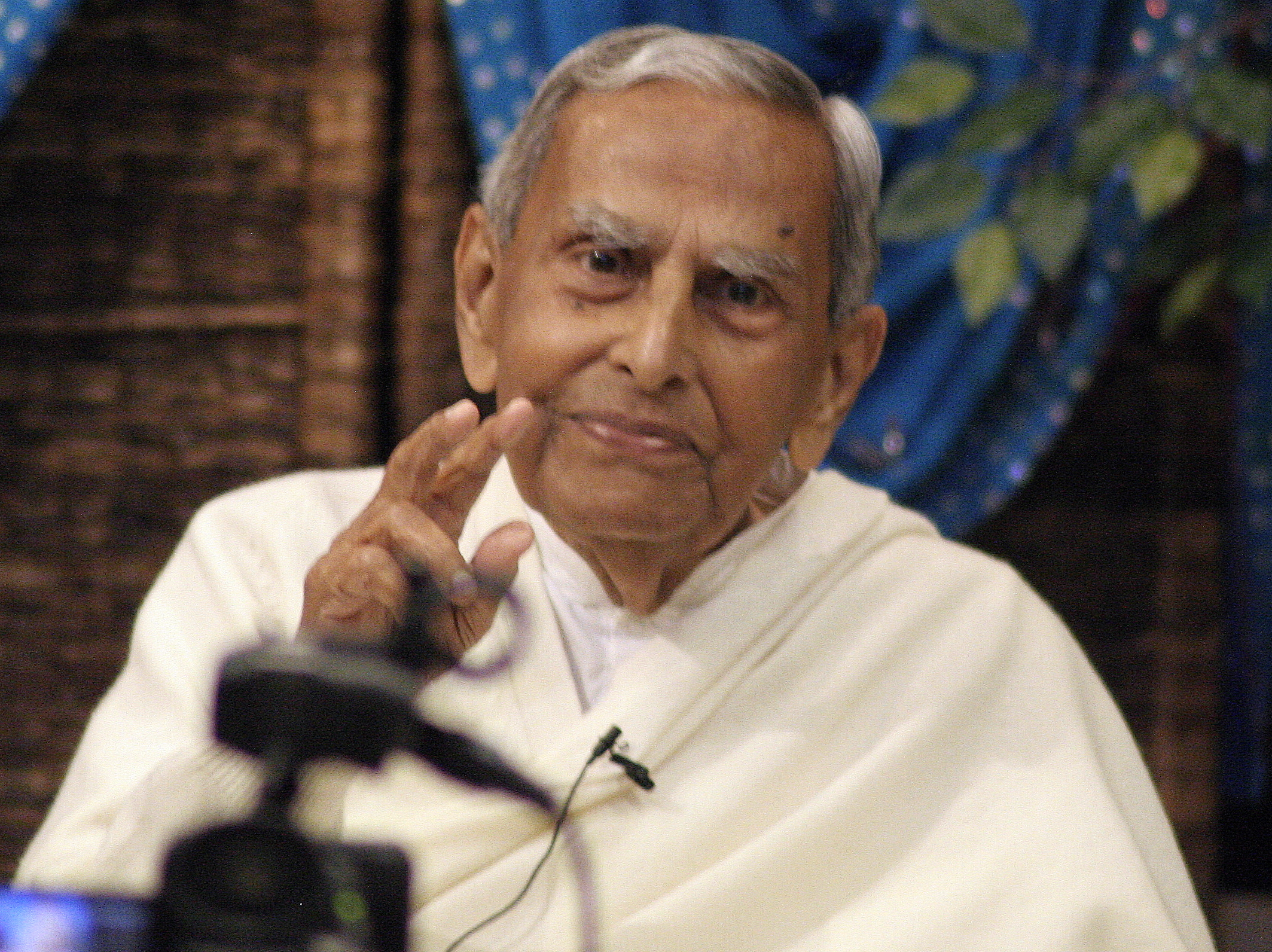
دادا جی. پی. واسوانی - ۲۰۰۹

دادا جی. پی. واسوانی از آموزگاران بلندپایهٔ معنوی هندو در مرکز سادو واسوانی در هندوستان است، که شعبات گوناگونی در شهرهای هندوستان و کشورهای مختلف جهان دارد. دادا واسوانی دارای جایگاه ویژه‌ای در تالار سخنرانی دی.اچ.(۲)در سازمان ملل متحد است و یک کرسی از مجلس نمایندگان انگلیس به او تعلق دارد.
این مرکز پس از سادو واسوانی با یاد و احترام او نام‌گذاری شده‌است. سادو واسوانی نه تنها انسان‌ها را بلکه پرندگان و حیوانات و همه آفرینده‌های پروردگار را شایای مهرورزی می‌دانست، چراکه آفرینش را از یک خانواده به شمار می‌آورد.
دادا جی پی واسوانی در ۱۲ جولای ۲۰۱۸ و اندکی پیش از تولد ۱۰۰ سالگی اش درگذشت

## زندگی و آثار
دادا(۱) جی.پی. واسوانی در دوم ماه اوت سال ۱۹۱۸ در حیدرآباد سند هندوستان زاده شد. او تحصیلات عالی خود را در کالج سند کراچی با موفقیت چشم‌گیری گذراند و از آن پس در مسیر زندگی به پیروی از استاد معنوی خود، سادو تی. ال. واسوانی (۱) که عمویش نیز بود دل گماشت.
جی.پی.واسوانی شیوهٔ زندگی خود را بر اساس کتاب‌ها، موعظه‌های قدیسین و منش سادو واسوانی بنا نهاد.
از دادا واسوانی تاکنون سی عنوان کتاب به زبان انگلیسی منتشر شده‌است که از جملهٔ آن می‌توان «جهنم تا بهشت»(۳) و «ملاقات با خدا»(۴)را نام برد.عناوین کتاب‌های منتشرهٔ او به زبان مادری‌اش (سندی) نیز بیش از این تعداد است. کتاب‌های «نیکی‌های شما به سوی شما باز می‌گردند»(۵) و «راه ابیاسا»ی(۶)او برای اولین بار در ایالات متحده آمریکا انتشار یافتند.
جی. پی. واسوانی به همهٔ کشورهای دنیا سفر می‌کرد.